# Sternotherus depressus
Sternotherus depressus Tinkle & Webb, 1955 è una tartaruga della famiglia Kinosternidae.

## Distribuzione e habitat
In natura questa tartaruga è presente solo nel Black Warrior River, fiume dell'Alabama.
Vive in torrenti e piccoli fiumi con acqua limpida, fondale roccioso, vegetazione secca e abbondante popolazione di lumache (di cui si ciba).
Si stima che il 56% dell'habitat storico sia stato degradato a tal punto da aver perso la popolazione di S. depressus , che il 37% contenga pochi superstiti e che solo il 7% sia rimasto abbastanza inalterato.

## Descrizione
Tartarughe di piccole dimensioni, il carapace raggiunge solitamente una lunghezza inferiore agli 11 cm.

## Comportamento
Tartarughe quasi del tutto acquatiche. Spesso scava buche sotto tronchi o cespugli lungo la riva. È principalmente diurna.

## Alimentazione
Si nutre principalmente di lumache e vongole (introdotte dall'uomo) ma anche di larve e insetti.

## Riproduzione
Gli esemplari di sesso maschile raggiungono la maturità sessuale tra il 4º e il 6º anno di vita, quelli di sesso femminile tra il 6º e l'8º.
La femmina depone solitamente fino a 3 uova per due volte l'anno.